# Tripseuxoa inflammata
Tripseuxoa inflammata là một loài bướm đêm trong họ Noctuidae.